# Rita Hunter
Rita Hunter (née le 15 août 1933 à Wallasey et morte le 29 avril 2001 à Sydney) est une chanteuse d'opéra britannique de tessiture soprano.

## Biographie
Pendant son enfance, ses parents, tous deux fans de music-hall, emmènent leur fille à plusieurs des dernières tournées des derniers artistes de music-hall. Elle étudie le chant à Liverpool auprès d'Edwin Francis et plus tard à Londres auprès de Redvers Llewellyn et Clive Carey. Elle rejoint la compagnie du Sadler's Wells Opera en 1957 et est dans le chœur pendant deux ans avant de partir en tournée avec la Compagnie d'opéra Carl-Rosa (en). Elle obtient alors une bourse du Fonds musical de la comtesse de Munster (en), ce qui lui permet d'étudier pendant un an auprès d'Eva Turner. Elle revient ensuite dans la compagnie en tant que chanteuse principale.
Rita Hunter deviendra l'une des sopranos wagnériennes majeures de la fin du XXe siècle, en particulier pour ses performances dans les trois Brunehilde de L'Anneau du Nibelung, dirigé par Reginald Goodall à l'English National Opera. Dans cette production, elle est associée à Alberto Remedios (qui avait étudié le chant en même temps que Hunter à Liverpool auprès d'Edwin Francis) dans le rôle de Siegfried et Norman Bailey dans le rôle d'Odin. Dans la production de Glen Byam Shaw, la qualité du chant et de l'interprétation de Hunter permettent au public de mettre de côté sa stature démesurée (qui était conforme à tous les préjugés sur les sopranos wagnériennes).
Elle fait ses débuts au Metropolitan Opera de New York le 19 décembre 1972, dans La Walkyrie, avec un grand succès (chef d'orchestre Erich Leinsdorf et Gwyneth Jones dans le rôle de Sieglinde). Elle a interprété la Brunehilde du Crépuscule des dieux au Covent Garden et chante aussi le rôle de Senta peu après. Les représentations ultérieures de Hunter au Metropolitan Opera de La Walkyrie en 1975 met en vedette Birgit Nilsson dans le rôle de Sieglinde et sont dirigées par Sixten Ehrling.
Elle joue dans d'autres œuvres de Wagner et d'autres opéras à Munich, Seattle, La Nouvelle-Orléans, San Francisco et avec l'Opéra national du pays de Galles.
En 1981, elle s'installe à Sydney et rejoint l'Opéra d'Australie. Son autobiographie, Wait till the sun shines, Nellie, est publiée en 1986.
En 1980, elle est nommée Commandeur de l'ordre de l'Empire britannique (CBE). Elle est également récipiendaire d'un doctorat honorifique en musique de l'université de Liverpool et d'un doctorat honorifique de littérature de l'université de Warwick.